# Кёрнер, Владимир
Владимир Кёрнер (чеш. Vladimír Körner; 12 октября 1939, Простеёв, Чехословакия) — чешский прозаик, драматург и кинорежиссёр. Лауреат Государственной премии Чехии по литературе (2006).

## Биография
В 1954—1957 года учился в Промышленной киношколе, затем на факультете кино и телевидения Академии музыкальных искусств в Праге (1958—1963). Во время учёбы работал драматургом на киностудии «Баррандов». В 1963 году написал свой первый сценарий фильма Deváté jméno («Девятое имя»).
В 1962—1970 годах — драматург киностудии Баррандов, а затем до 1991 года — сценарист. Почти 30 лет В. Кёрнер работал драматургом и сценаристом в баррандовской киностудии. Большинство его прозы изначально подходило под сценарии кинофильмов.
С середины 1960- х годов печатался в ряде периодических изданий, таких как «Film a dobа», «Plamenu nebo» и «Textech».

## Творчество
В. Кёрнер — автор многих романов и новелл. Известен широкой общественности, прежде всего, благодаря фильмам, к которым он писал сценарии или являлся их соавтором. Среди них такие кинокартины, как «Источник жизни», «Кукушка в тёмном лесе», «Цыпленок-меланхолик», «Тень папоротника» или «Исчезновение хутора Бергоф».
К самым известным прозаическим произведения В. Кёрнера относятся «Долина пчёл» и «Адельгейд», на основе которых режиссер Франтишек Влачил снял успешные фильмы.
В. Кёрнер является носителем ряда премий и наград, которые ему были вручены на международных телевизионных фестивалях и кинофестивалях. Среди них Государственная премия Чехии по литературе (2006), Чешский лев и Artis Bohemiae Amicis (2006).

## Киносценарии
- Deváté jméno, 1963
- Místenka bez návratu, 1964
- Údolí včel, 1967
- Adelheid, 1969
- Pověst o stříbrné jedli, 1973
- Sázka na třináctku, 1977
- Silnější než strach, 1978
- Cukrová bouda, 1980
- Конец одиночества фермы Берхоф / Zánik samoty Berhof, 1983
- Кукушка в тёмном лесу / Kukačka v temném lese, 1984
- Stín kapradiny, 1985
- Kainovo znamení, 1989
- Chodník cez Dunaj, 1989
- Svědek umírajícího času, 1990
- Anděl milosrdenství, 1994
- Kuře melancholik, 1999
- Pramen života: Der Lebensborn, 2000
- Krev zmizelého, 2005

## Проза
- Střepiny v trávě, рассказ, 1964
- Slepé rameno, роман, 1965
- Adelheid, рассказ, 1967
- Písečná kosa, исторический роман, 1970
- Údolí včel, экранизирован в 1969, роман 1975
- Zánik samoty Berhof, рассказ, 1973
- Zrození horského pramene, 1979
- Podzimní novely, сборник рассказов, 1983
- Lékař umírajícího času, исторический роман, 1984
- Post bellum 1866, исторические рассказы, 1986
- Anděl milosrdenství, исторический роман, 1988
- Život za podpis, исторический роман, 1989 экранизирован в 1992
- Smrt svatého Vojtěcha, историческая легенда , 1993
- Oklamaný, исторический роман, 1994
- Odváté novely, сборник рассказов, 1995